# Čerdakly
Čerdakly (in russo Чердаклы́?) è un insediamento di tipo urbano della Russia europea, situato nell'oblast' di Ul'janovsk. È il centro amministrativo del rajon Čerdaklinskij.
Si trova 35 km a est di Ul'janovsk, vicino ad alcuni piccoli laghi.